# Andel (Paesi Bassi)
Andel è una località dei Paesi Bassi situata nella municipalità di Woudrichem nella provincia del Brabante Settentrionale. Ex-municipalità, fu soppressa il 1º gennaio 1973 e parte del suo territorio integrato nella municipalità di Woudrichem mentre l'altra parte, assieme al territorio delle ex-municipalità di Eethen, Veen e Wijk en Aalburg, è andato a formare la nuova municipalità di Aalburg.